# Biserica „Adormirea Maicii Domnului” din Dereneu
Biserica „Adormirea Maicii Domnului” este o biserică amplasată în Dereneu, raionul Călărași, Republica Moldova. Este un monument arhitectural de importanță națională inclus în Registrul monumentelor Republicii Moldova ocrotite de stat cu nr. 174 (raionul Călărași). Datează din 1827.